# ژاوی والرو
ژاوی والرو (انگلیسی: Xavi Valero؛ زادهٔ ۲۸ فوریهٔ ۱۹۷۳) بازیکن فوتبال اهل اسپانیا است.
از باشگاه‌هایی که در آن بازی کرده‌است می‌توان به باشگاه ورزشی رئال مایورکا، باشگاه فوتبال رئال مورسیا، باشگاه فوتبال رکریتیوو اوئلوا، باشگاه فوتبال کوردوبا، و باشگاه فوتبال ورکسام اشاره کرد.